# Cruiser
Cruiser (с англ. — «Крейсер») — песня американской рок-группы The Cars, пятый трек с альбома Shake It Up.

## О песне
Песня была написана вокалистом, ритм-гитаристом и автором песен Риком Окасеком, спета басистом и вокалистом Бенджамином Орром. Это одна из трёх песен на альбоме, в которой есть вокал Орра. Продюсером выступил Рой Томас Бейкер.
После выхода Shake It Up песня "Cruiser" была удостоена некоторой похвалы. Bangor Daily News в остальном без энтузиазма отозвались о Shake It Up, назвав "Cruiser" источником "настоящего волнения". Рецензент AllMusic Грег Прато описывает песню как "потрясающую" и изюминку альбома. С другой стороны, критик AllMusic Тим Сендра описывает песню как "бледную версию рокера с любого из первых двух альбомов". Критик Daily Record Джим Бохен описывает, как барабанщик Дэвид Робинсон "колотит своими барабанами в такт ритм-машине", чтобы генерировать "динамики танцпола".
В дополнение к появлению на альбоме, "Cruiser" была выпущена в качестве Би-сайда сингла "Shake It Up". "Cruiser" также была включена в сборник 1995 года Just What I Needed: The Cars Anthology. Прато описывает эту песню как изюминку всей антологии.
Концертные версии песни появились в VHS-релизе The Cars Live 1984–1985 и CD/DVD-релизе The Cars Unlocked.

## Приём
"Cruiser" сам по себе стал второстепенным рок-радио-хитом. В 1982 году он достиг 37-го места в чарте Top Tracks от Billboard. Вместе с "Shake It Up" он достиг 14-го места в чарте Billboard Dance Club Songs. Критик Boston Globe Стив Морс похвалил "Cruiser" как изюминку Shake It Up и исключение из "отсутствия духа" альбома.

## Чарты
| Чарт (1981)                   | Наивысшая позиция |
| ----------------------------- | ----------------- |
| US Billboard Mainstream Rock  | 37                |
| US Billboard Dance Club Songs | 14                |

## Участники записи
- Рик Окасек — ритм-гитара, бэк-вокал
- Эллиот Истон — соло-гитара, бэк-вокал
- Бенджамин Орр — бас-гитара, вокал
- Дэвид Робинсон — ударные, перкуссия
- Грег Хоукс — клавишные, бэк-вокал